# Ролат
Ролат (roulade (/ruːˈlɑːd/)) је јело од пуњеног ролованог меса или теста. Ролат може бити слан или сладак. Традиционално пронађен у разним европским кухињама, израз ролат потиче од француске речи rouler, што значи "ролати". 

## Месни ролати
Ролат на бази меса се обично састоји од кришке одреска умотаног око пуњења као што је сир, поврће или друго месо. Ролат, попут динстаног јела, често се запече, а затим прелије вином или бујоном и кува. Такав ролат се обично причвршћује чачкалицом, металним ражњем или концем.  Ролат се исече на колутове и сервира. Од овог уобичајеног облика, постоји неколико значајних јела:
- Paupiette, француски телећи ролат пуњен поврћем, воћем или слаткишима
- Rinderroulade, немачки и мађарски говеђи ролат пуњен луком, сланином и киселим краставцима. Такође Kohlroulade, купус пуњен млевеним месом (сарма).
- Španělské ptáčky (шпанске птице) су ролат у чешкој кухињи. Рецепт је практично идентичан са немачким ролатом, можда се изоставља вино и додаје комад тврдо куваног јајета и/или виршле у фил. За разлику од великог ролата, нарезаног пре сервирања, "птице" су обично дуге 10 cm, сервиране целе са прилогом од пиринча или кнедли од хлеба на чешки начин.
- Szüz tekercsek („Девичански ролат“), је у Мађарској јело пуњено млевеним месом. [4]
- Zrazy (или "ролат"), у Пољској
- У Холандији, већина ролата се прави од роловане свињетине. Типичан холандски ролат није пуњен. Уобичајени зачини су бибер, со и мушкатни орашчић.

### Инволтини
У италијанској кухињи, ролати су познати као инволтини (једнина инволтино). Инволтини могу бити танке кришке говедине, свињетине или пилетине роловане са филом од ренданог сира (обично пармезана или пекорина), понекад јаја да дају конзистенцију и неке комбинације додатних састојака као што су мрвице хлеба, други сиреви, млевена пршута, шунка или италијанска кобасица, печурке, лук, бели лук, спанаћ, пињоле, итд. Инволтини (деминутивни облик инволти) значи "мали снопови". Сваки инволтино се држи дрвеном чачкалицом, а јело се обично служи (у разним сосовима: црвеним, белим итд.) као друго јело. 
У јужним деловима Италије, као што је Сицилија, где је риба богатији елемент кухиње, инволтини се понекад могу направити од рибе као што је сабљарка. Овај термин обухвата јела као што су брациоле (ролат која се састоји од говедине, свињетине или пилетине обично пуњен пармезаном, мрвицама хлеба и јајима) и салтимбока.

## Ролати од теста
Неки ролати се састоје од теста (често бисквит тесто) печеног у равном плеху па умотаном око фила. Колач умотан око џема, чоколадног путера, орашастих плодова или других филова, пример је слатког ролата попут бејгли или швајцарског ролата. Вûche de Noël или „благдански пањ“ је традиционални француски божићни ролат, често украшен глазуром направљеном да изгледа као кора.

## Ролати у Србији
Разне врсте ролата познате су и у српској кухињи, како слани, тако и слатки ролати. Велики народни кувар Спасеније Пате Марковић наводи тридесетак врста ролата. Најчешће се праве слани ролати од млевеног меса пуњени тврдо куваним јајима, ролати од разних врста меса и теста, пуњени поврћем, сиревима и сухомеснатим производима, ролати од печених паприка, и др. Слатки ролати су од разних врста теста, као и обланди, пуњени џемовима, орашастим плодовима, маком, кестеном, и сл.